# Атомно-эмиссионная спектроскопия
Атомно-эмиссионная спектроскопия (спектрометрия), АЭС или атомно-эмиссионный спектральный анализ — совокупность методов элементного анализа, основанных на изучении спектров испускания свободных атомов и ионов в газовой фазе (см. группу методов оптической спектроскопии). Обычно эмиссионные спектры регистрируют в наиболее удобной оптической области длин волн от ~200 до ~1000 нм. (Для регистрации спектров в области <200 нм требуется применение вакуумной спектроскопии, чтобы избавиться от поглощения коротковолнового излучения воздухом. Для регистрации спектров в области >1000 нм требуются специальные инфракрасные или микроволновые детекторы.) 
АЭС — способ определения элементного состава вещества по оптическим линейчатым спектрам излучения атомов и ионов анализируемой пробы, возбуждаемым в источниках света. В качестве источников света для атомно-эмиссионного анализа используют пламя горелки или различные виды плазмы, включая плазму электрической искры или дуги, плазму лазерной искры, индуктивно-связанную плазму, тлеющий разряд и др. 
АЭС — самый распространённый экспрессный высокочувствительный метод идентификации и количественного определения элементов примесей в газообразных, жидких и твердых веществах, в том числе и в высокочистых. Он широко применяется в различных областях науки и техники для контроля промышленного производства, поисках и переработке полезных ископаемых, в биологических, медицинских и экологических исследованиях и т.д. Важным достоинством АЭС по сравнению с другими оптическими спектральными, а также многими химическими и физико-химическими методами анализа, являются возможности бесконтактного, экспрессного, одновременного количественного определения большого числа элементов в широком интервале концентраций с приемлемой точностью при использовании малой массы пробы.
Процесс атомно-эмиссионного спектрального анализа состоит из следующих основных звеньев:
1. Пробоподготовка (подготовка образца);
2. Испарение анализируемой пробы (если она не газообразная);
3. Диссоциация — атомизация её молекул;
4. Возбуждение излучения атомов и ионов элементов пробы;
5. Разложение возбужденного излучения в спектр;
6. Регистрация спектра;
7. Идентификация спектральных линий — с целью установления элементного состава пробы (качественный анализ);
8. Измерение интенсивности аналитических линий элементов пробы, подлежащих количественному определению;
9. Нахождение количественного содержания элементов с помощью установленных предварительно градуировочных зависимостей.

## Пламенная фотометрия
Пламенная фотометрия — один из видов атомно-эмиссионной спектроскопии. Применяется для определения щелочных, щёлочноземельных и некоторых других элементов по атомным спектрам или молекулярным полосам. Источником возбуждения служит пламя водорода, ацетилена, светильного газа. Метод обладает высокой чувствительностью, быстротой, точностью, позволяет определять элементы в солях, смесях, растворах, минералах, биологических объектах.